# Sebastian Tromp
Sebastiaan Peter Cornelis Tromp SJ (bekannt als Sebastian Tromp; * 16. März 1889 in Beek bei Ubbergen, Niederlande; † 8. Februar 1975 in Rom) war ein niederländischer römisch-katholischer Theologe. Er gehörte dem Jesuitenorden an.

## Leben
Sebastiaan Tromp trat 1907 in den Orden der Jesuiten (SJ) ein. Nach Studien der Philosophie (1910–1913) und der klassischen Philologie (1913–1920) absolvierte Tromp spezialisierende Studien in Fundamentaltheologie. Von 1926 bis 1929 lehrte er in Maastricht und von 1929 bis 1965 war er Dozent für Fundamentaltheologie und Religionsgeschichte an der Päpstlichen Universität Gregoriana. Er war päpstlicher Berater und gilt als einer der Mitverfasser der Enzyklika Mystici Corporis von Pius XII.
Seit 1951 war er korrespondierendes Mitglied der Königlich Niederländischen Akademie der Wissenschaften.

## Zweites Vatikanisches Konzil
Vor dem Zweiten Vatikanischen Konzil gehörte Tromp der Vorbereitungskommission an sowie während des Konzils der Theologischen Kommission, deren Sekretär er ab Ende Oktober 1963 war. Daneben gehörte er noch weiteren Einzelkommissionen an, wie beispielsweise der gemischten Kommission zur Erarbeitung der Konstitution Dei verbum. Er war maßgeblich an der Formulierung „subsistit in“ beteiligt. Tromp verfasste ein akribisch geführtes Konzilstagebuch in lateinischer Sprache.

## Publikationen (Auswahl)
- De Romanorum piaculis. Leiden 1921 (philologische Dissertation).
- De revelatione christiana. Rom 1929.
- De Sacrae Scripturae inspiratione. Rom 1930.
- De Spiritu Sancto, anima Corporis Mystici. Rom 1932.
- De corpore Christi mystico et actione catholica ad mentem S. Ioannis Chrysostomi. Rom 1933.
- S. Roberti Bellarmini liber de locis communibus. Rom 1935.
- Actio catholica in corpore Christi. Rom 1936.
- Corpus Christi quod est Ecclesia. 4 Bde. Rom 1937–1972.
- S. Roberti Bellarmini opera oratoria postuma. 11 Bde. Rom 1942–1969.